# Estadio Universitario
L'Estadio Universitario est une enceinte sportive située à San Nicolás de los Garza au Mexique. Il est la propriété de l'Universidad Autónoma de Nuevo León. Il est utilisé par les Tigres UANL.

## Histoire
L'Estadio Universitario ouvre ses portes en 1967. L'inauguration officielle a lieu le 30 mai 1967, lors d'un match du CF Monterrey contre l'Atlético Madrid d'Adelardo Rodríguez (score : 1 but partout). Le premier but est inscrit par Mariano Ubiracy.

## Événements
- Coupe du monde de football 1986
- Coupe du monde de football des moins de 17 ans 2011
- Concert de Bruno Mars, le 30 janvier 2018 dans le cadre de son 24K Magic World Tour.

### Coupe du monde de football 1986
| Date         | Tour           | Équipe 1 | Score                | Équipe 2             | Affluence |
| ------------ | -------------- | -------- | -------------------- | -------------------- | --------- |
| 2 juin 1986  | 1er            | Pologne  | 0 - 0                | Maroc                | 19 900    |
| 7 juin 1986  | 1er            | Pologne  | 1 - 0                | Portugal             | 19 915    |
| 17 juin 1986 | 1/8e de finale | Maroc    | 0 - 1                | Allemagne de l'Ouest | 19 800    |
| 21 juin 1986 | 1/4e de finale | Mexique  | 0 - 0 (t.a.b: 1 - 4) | Allemagne de l'Ouest | 41 700    |